# Fighille
Fighille è una frazione del comune di Citerna (PG).
Si trova qualche km a nord del capoluogo e a 7 km circa da San Giustino, alla base di una piccola collina a 321 m s.l.m.; secondo il censimento Istat del 2001, è popolato da più di 800 abitanti (fighillesi). Nella prossimità del paese scorre il torrente Sovara.

## Storia
Nella zona sono stati ritrovati i resti di un Elephas Italicus (o Elephas Meridionalis), un elefante preistorico, e di una capanna nonché alcune ceramiche d'impasto preistoriche. Anche i romani dovettero frequentare il luogo, dato che è stata rinvenuta una lucerna di quell'epoca: il nome dovrebbe derivare dal termine latino figulinus, che era il fabbricante di vasi di terracotta.
Le prime notizie del toponimo risalgono a documenti dell'XI secolo, dove viene indicata una villa o un casale avente questo nome.
Diverse pertinenze del monastero di Sansepolcro si trovavano a Fighille, come attestato dagli imperatori Enrico II (1022), Enrico III (1047) ed Enrico IV (1082), così come alcune proprietà del vescovo di Città di Castello (1048).
L'espansione abitativa avvenne nell'XI e XII secolo, e assunse importanza in quanto terra di confine dello stato pontificio con il granducato toscano: vi venne infatti edificata una dogana.

## Economia e manifestazioni
Sin dal Medioevo il luogo è noto per la produzione di ceramica. Infatti, nel sottosuolo si trova un'abbondante quantità di argilla di elevata qualità (terra citernae ), che viene tuttora estratta ed esportata anche all'estero.
Ogni anno ad ottobre vi si svolge la Sagra della ciaccia fritta: la ciaccia è un impasto di pane fatto poi friggere in olio bollente e gustato salato.
Inoltre, il paese è noto anche per la manifestazione Fighille per l'arte, durante la quale si svolge una mostra ed un concorso di pittura.

## Monumenti e luoghi d'interesse
- Chiesa di S. Michele Arcangelo (XIII secolo)
- Santuario di S. Maria di Petriolo (1913), costruito sui resti della preesistente chiesa del XIII secolo. In stile gotico, fu progettata dall'architetto Ghiandai come chiesa a navata unica e volta a crociera, con una travatura di pregio.
- Centro museale per l'Arte Contemporanea, ospitato nel palazzo della ex-Dogana Pontificia.

## Sport
Ogni anno si svolge il Giro dei Paesi di Citerna, una corsa ciclistica.

### Impianti sportivi
- Campo di calcio

### Società sportive
- Polisportiva Dilettantistica Artiglio Pistrino 2013 (calcio)